# Tom Booth-Amos
Thomas Edward Booth-Amos (Newport (Staffordshire), 12 de março de 1996) é um motociclista britânico, que atualmente compete na Moto3 pela CIP Green Power.

## Carreira
Sua primeira corrida na Moto3 foi em 2017, pilotando uma KTM da equipe City Lifting RS Racing no GP da Grã-Bretanha como wild card, onde terminou em 21º lugar. Ele chegou a ser inscrito pela Leopard Racing para a prova do ano seguinte, que no entanto foi cancelada em decorrência das fortes chuvas que caíam na região de Silverstone. Ainda em 2018, Booth-Amos disputou a temporada completa da FIM CEV Moto3 Junior World Championship.
Para 2019, foi anunciado como novo piloto da CIP Green Power, disputando sua primeira temporada como participante fixo. Seu melhor desempenho foi no Qatar, onde chegou em 14º e pontuou pela primeira vez na Moto3.

## Links
- Perfil em MotoGP.com